# محمد فروة
محمد فروة ولد بقابس بالجنوب التونسي. مؤرخ وأستاذ جامعي تونسي.

## مساره العلمي
أحرز على الإجازة في التاريخ ثم على دكتوراه المرحلة الثالثة وعلى دكتوراه الدولة في التاريخ المعاصر. ويدور محور اهتمامه حول التاريخ والاقتصادي والاجتماعي.

## مساره المهني
درّس بدار المعلمين العليا بسوسة ثم انتقل منها إلى كلية العلوم الإنسانية والاجتماعية بتونس حيث هو الآن أستاذ محاضر.

## منشوراته
صدر لمحمد فروة العديد من البحوث في مجلات متخصصة، كما صدر له الكتابات التاليان:
- اليسار الفرنسي واحتلال تونس (1881-1914) (بالفرنسية)، باريس 2003.
- التجارة والتجار في تونس (1881-1956)، منشورات كلية العلوم الإنسانية والاجتماعية بتونس 2009، 736 ص.